# Самуило (пророк)
Самуил или Шамуел (хебр. שמואל Šəmûʼēl = „онај који слуша Господа“,1070. -1012. п. н. е.) је био старозаветни пророк, петнаести и последњи и најпознатији од судија и пророка Израиља (11. век п. н. е.).
Живео је у тешко време када је јеврејски народ био поражен и поробљен од Филистејаца. Потекао је из племена Левијина, од родитеља Елкана и Ане, у месту Рамату, или Ариматеји, где се касније родио и Јосиф. Његова мајка Ана била је нероткиња. По сведочењу старозаветне Прве књиге о царевима исплакала га је од Бога и посветила га Богу, када ја напунио 3 године.
Живео је у граду Силому, где се чувао Ковчег завета. У 12 години имао је откровење од Бога о казни која ће се десити дому првосвештеника Илије због неваљалства његових синова Офниа и Финеса. То откровење се обистинило и Филистејци су поразили Израиљце, убибши оба сина Илијина, запленили Ковчег завета. Чувши то и сам Илија, је издахнуо у својој 98 години.
Након тога, позвао је народ на служење Господу и покајање. Подигао је дух и морал јеврејском народу, што је помогло да се ослободе Филистејског ропства и започну свеопшти и брз опоравак. Самуило је оснивач пророчке школе – врсте религијско-моралног братства или друштва, које је имало задатак да пробуди у људима дух патриотизма и шири просвећеност.
Мудро је владао као судија, до дубоке старости. Плашећи се безвлашћа после његове смрти тражили су да он постави краља, као што су га имали други народи.
Пророк Самуило их је упозорио на опасност од тираније, али пошто су Јевреји били упорни поставио је првог краља Израиља Саула. Пошто је краљ Саул промашеним ратовима и виском наметима довео јеврејски народ у тежак положај, Самуило је био принуђен да помаже другог краља. То је био краљ Давид.
Пред своју смрт сабрао је сав народ Израиља да се опрости се с њим. Када је умро плакао је за њим сав Израиљ. Умро је у 88. години живота. Сахрањен је у његовој кући у Рами. Његов живот је описан у првим поглављима Прве књиге о царевима. Њему се приписује компилација библијских Књига о судијама.